# Claudia Martini

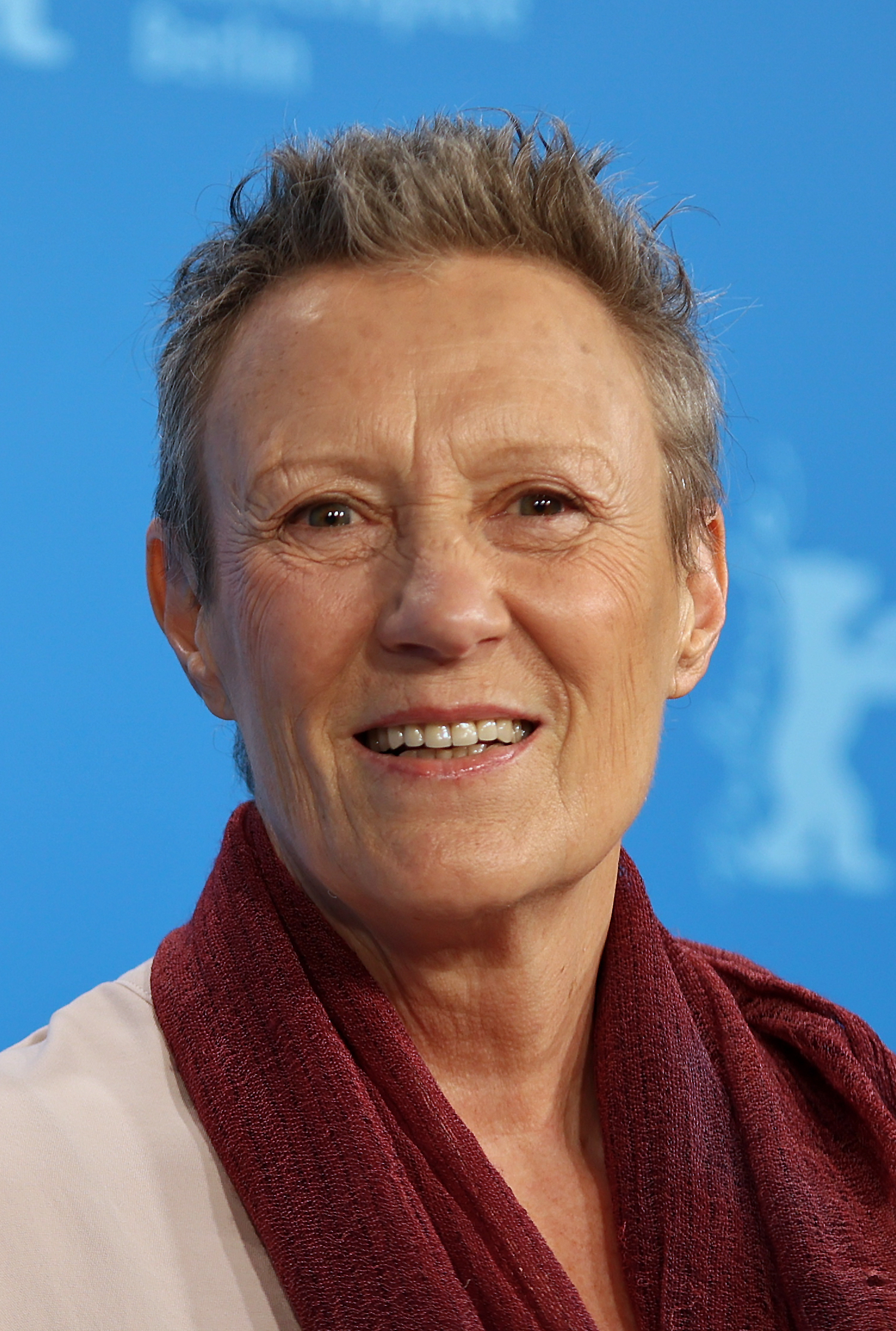
Claudia Martini auf der Berlinale 2022

Claudia Martini (* 21. September 1956 in München) ist eine österreichische Theater- und Filmschauspielerin.

## Leben
Nach ihrer Schauspielausbildung und der Diplomprüfung in Wien ist sie seit 1979 als Schauspielerin an Theatern in Basel, Berlin, Moskau, Ulm, Salzburg, Zürich, Klagenfurt und Wien tätig. Weiters tritt Martini mit dem Programm Martini meets Marlene, in dem sie Songs der Marlene Dietrich interpretiert, auf.
Claudia Martini ist seit Juni 2010 Mitglied der Akademie des Österreichischen Films.

## Filmografie
Kino:
- 1987: Vergiss Sneider – Regie: Götz Spielmann
- 1989: Arbeitersaga April 1945 – Das Plakat – Regie: Dieter Berner
- 1990: Tunnelkind – Regie: Erhard Riedlsperger
- 1991: Dead Flowers – Regie: Peter Ily Huemer
- 1993: Rutt Deen – Regie: Hans Scheugl
- 1995: 71 Fragmente einer Chronologie des Zufalls – Regie: Michael Haneke
- 1996: Die totale Therapie – Regie: Christian Frosch
- 2000: Heimkehr der Jäger – Regie: Michael Kreihsl
- 2001: Hundstage – Regie: Ulrich Seidl
- 2004: Spiele Leben – Regie: Antonin Svoboda
- 2006: Home – Regie: Patric Chiha
- 2007: Bleiben will ich, wo ich nie gewesen bin – Regie: Libertad Hackl
- 2007: In Zeiten des Booms – Regie: Sandra Kaudelka
- 2009: KOMA – Regie: Ludwig Wüst
- 2010: Tag und Nacht – Regie: Sabine Derflinger
- 2010: Folge mir – Regie: Johannes Hammel
- 2011: TAPE END – Regie: Ludwig Wüst
- 2011: Zero Killed – Regie: Michal Kosakowski
- 2011: Anfang 80 – Regie: Gerhard Ertl
- 2013: Oktober November – Regie: Götz Spielmann
- 2013: Gehen am Strand – Regie: Caspar Pfaundler
- 2014: Abschied – Regie: Ludwig Wüst
- 2015: Flugversuch – Regie: Thomas Hajnik
- 2017: Hagazussa – Der Hexenfluch – Regie: Lukas Feigelfeld
- 2018: Aufbruch – Regie: Ludwig Wüst
- 2022: Rimini – Regie: Ulrich Seidl
- 2024: Des Teufels Bad

Fernsehen:
- 1982–84: Klausenberger Geschichten – Regie: Georg Lhotzky und Otto Anton Eder
- 1985–1989: Der Leihopa – Regie: Otto Anton Eder
- 1992: Im Kreis der Iris – Regie: Peter Patzak
- 1994: Dieses naive Verlangen – Regie: Götz Spielmann
- 1995: Ein Anfang von Etwas – Regie: Nikolaus Leitner
- 1995–1996: Kommissar Rex – Regie: Detlef Rönfeldt
- 1998: Die Neue – Regie: Oliver Hirschbiegel
- 2002: Julia – Eine ungewöhnliche Frau – Regie: Holger Barthel
- 2003: Atmen – Regie: Alexandra Schneider
- 2007: Afrika, mon amour – Regie: Carlo Rola
- 2023: Tatort: Bauernsterben